# 児玉新
児玉 新（こだま あらた、1982年10月8日 - ）は、大阪府高槻市出身のサッカー指導者、元プロサッカー選手。ポジションはディフェンダー。

## 来歴

### 現役時代
ガンバ大阪ユースから2001年にトップチームに昇格（ユースからの同時昇格は井川祐輔、日野優）。新井場徹の後継者と目されたが、レギュラー定着には至らなかった。
2006年は京都パープルサンガにレンタル移籍。京都では左サイドバック、センターバックのレギュラーとして出場しチームに貢献した。
その活躍が認められ2007年はG大阪から清水エスパルスにレンタル移籍で加入し、左サイドバックのレギュラーとして定着。2008年にフェルナンジーニョとともに完全移籍した。
2009年と2010年は副キャプテンを務め、兵働昭弘がピッチ上に居ない場合はキャプテンマークを巻いてプレーした。2011年シーズンは5月に右膝靭帯を損傷し長期離脱した。シーズン終盤に復帰したがリーグ戦2試合に途中出場したにとどまった。
2012年にセレッソ大阪に完全移籍したが、リーグ戦出場3試合、天皇杯出場1試合と出場機会に恵まれなかった。翌2013年は大分トリニータに完全移籍。同年11月28日、契約満了による退団が発表された。
2014年10月8日、現役引退を発表した。

### 指導者時代
2015年、古巣ガンバ大阪のアカデミーコーチに就任。2016年よりガンバのトップチームのコーチに就任。

## エピソード

### 児玉農園
2007年に、気まぐれから枝豆の栽培キットを購入して、自身のブログで栽培の様子を掲載。当初明らかに間違った育て方をしていたものの、ブログを読んだ園芸好きのサポーターからのアドバイスなどを受けながら、無事収穫に至った。翌2008年にも枝豆栽培に再挑戦して1年目以上の収穫を挙げ、この枝豆は同年10月18日の川崎フロンターレ戦で「児玉選手の育てた『児だ豆』」として来場者の中から抽選で2名にプレゼントされた。
2009年にはゴーヤ、ミニトマトといった様々な野菜作りにも挑戦するなど、家庭菜園は完全な趣味となっており、同年7月には、これらの野菜をデザインしたTシャツとエコバッグをプロデュースした。

### スローゴール
2009年4月29日の浦和戦で、Jリーグ初ゴールを記録。リーグ通算123試合目での初得点は、桑原裕義（244試合目）、實好礼忠（213試合目）に次いで、史上3番目のスロー記録である。

### プロ野球
プロ野球が好きで、大阪に住んでいた頃は阪神タイガース、オリックス・バファローズのファンクラブに入っていた。

## 所属クラブ
ユース経歴
- 芝生FC
- 高槻WinsFC（高槻市立芝生小学校）
- 1995年 - 1997年 高槻市立第三中学校
- 1998年 - 2000年 ガンバ大阪ユース (春日丘高等学校)

プロ経歴
- 2001年 - 2007年 ガンバ大阪
  - 2006年 京都パープルサンガ (期限付き移籍)
  - 2007年 清水エスパルス (期限付き移籍)
- 2008年 - 2011年 清水エスパルス
- 2012年 セレッソ大阪
- 2013年 大分トリニータ

## 個人成績
| 国内大会個人成績 | 国内大会個人成績 | 国内大会個人成績 | 国内大会個人成績 | 国内大会個人成績 | 国内大会個人成績 | 国内大会個人成績 | 国内大会個人成績 | 国内大会個人成績 | 国内大会個人成績 | 国内大会個人成績 | 国内大会個人成績 |
| 年度             | クラブ           | 背番号           | リーグ           | リーグ戦         | リーグ戦         | リーグ杯         | リーグ杯         | オープン杯       | オープン杯       | 期間通算         | 期間通算         |
| 年度             | クラブ           | 背番号           | リーグ           | 出場             | 得点             | 出場             | 得点             | 出場             | 得点             | 出場             | 得点             |
| 日本             | 日本             | 日本             | 日本             | リーグ戦         | リーグ戦         | リーグ杯         | リーグ杯         | 天皇杯           | 天皇杯           | 期間通算         | 期間通算         |
| ---------------- | ---------------- | ---------------- | ---------------- | ---------------- | ---------------- | ---------------- | ---------------- | ---------------- | ---------------- | ---------------- | ---------------- |
| 2001             | G大阪            | 13               | J1               | 0                | 0                | 0                | 0                | 0                | 0                | 0                | 0                |
| 2002             | G大阪            | 28               | J1               | 0                | 0                | 0                | 0                | 1                | 0                | 1                | 0                |
| 2003             | G大阪            | 28               | J1               | 9                | 0                | 1                | 0                | 0                | 0                | 10               | 0                |
| 2004             | G大阪            | 17               | J1               | 13               | 0                | 4                | 0                | 4                | 0                | 21               | 0                |
| 2005             | G大阪            | 17               | J1               | 3                | 0                | 7                | 0                | 0                | 0                | 10               | 0                |
| 2006             | 京都             | 7                | J1               | 31               | 0                | 4                | 0                | 0                | 0                | 35               | 0                |
| 2007             | 清水             | 2                | J1               | 33               | 0                | 6                | 0                | 3                | 0                | 42               | 0                |
| 2008             | 清水             | 2                | J1               | 26               | 0                | 5                | 0                | 3                | 0                | 34               | 0                |
| 2009             | 清水             | 2                | J1               | 30               | 1                | 9                | 0                | 5                | 1                | 44               | 2                |
| 2010             | 清水             | 2                | J1               | 15               | 0                | 5                | 0                | 2                | 0                | 22               | 0                |
| 2011             | 清水             | 2                | J1               | 2                | 0                | 0                | 0                | 0                | 0                | 2                | 0                |
| 2012             | C大阪            | 22               | J1               | 3                | 0                | 0                | 0                | 1                | 0                | 4                | 0                |
| 2013             | 大分             | 2                | J1               | 11               | 0                | 4                | 0                | 2                | 0                | 17               | 0                |
| 通算             | 日本             | 日本             | J1               | 176              | 1                | 45               | 0                | 21               | 1                | 242              | 2                |
| 総通算           | 総通算           | 総通算           | 総通算           | 176              | 1                | 45               | 0                | 21               | 1                | 242              | 2                |

- Jリーグ初出場 - 2003年5月10日 J1.1st第8節 vs柏レイソル (万博記念競技場)
- Jリーグ初得点 - 2009年4月29日 J1第8節 vs浦和レッドダイヤモンズ (エコパスタジアム)

## 代表歴
- U-15日本代表
- U-16日本代表
  - 1998年 - AFC U-17選手権
- U-18日本代表
- U-22日本代表

## タイトル

### クラブ
ガンバ大阪ユース
- 日本クラブユースサッカー選手権（U-18）大会：1回（1998年）
- Jユースカップ：1回（2000年）

ガンバ大阪
- Jリーグディビジョン1：1回（2005年）

## 指導歴
- 2015年 - ガンバ大阪
  - 2015年 アカデミージュニア枚方 コーチ
  - 2016年 - 2022年 トップチーム コーチ
  - 2023年 - ジュニアユース コーチ